# Grand Hôtel Bastiani
Le Grand Hôtel Bastiani est un bâtiment néo-classique situé dans le centre historique de la ville de Grosseto, en Toscane.

## Histoire
L'hôtel a été fondé par Alfredo et Anita Bastiani sur la Via Manin, qui menait directement à la place principale, en face de la cathédrale. Le bâtiment a été construit entre 1910 et 1912, sur la base d'un projet de l'architecte siennois Vittorio Mariani. L'hôtel, également équipé d'un restaurant et d'une salle de bal, est inauguré en mai 1912.
En 1927, le bâtiment a été agrandi du côté de la Via Fabio Filzi, selon un projet de l'ingénieur romain Ferruccio Viviani.
Après une période de déclin dans les années 1970 et une fermeture temporaire, il est rénové dans les années 1980 et rouvert le 27 juillet 1987, après avoir réduit ses espaces, supprimé le restaurant et vendu une partie de la structure à une banque.